# Saint-Martin-du-Mont (Saône-et-Loire)
Saint-Martin-du-Mont település Franciaországban, Saône-et-Loire megyében. Lakosainak száma 175 fő (2022. január 1.). Saint-Martin-du-Mont Ratte, Bruailles, Louhans és Sagy községekkel határos.

## Népesség
A település népessége az elmúlt években az alábbi módon változott:
| Lakosok száma | 223  | 209  | 210  | 202  | 195  | 187  | 180  | 177  | 175  |
|               | 2013 | 2015 | 2016 | 2017 | 2018 | 2019 | 2020 | 2021 | 2022 |